# Jennifer Vreugdenhil
Jennifer Vreugdenhil (Oosterhout, 12 januari 1995) is een Nederlandse doelvrouw. Voorheen stond ze bij ADO Den Haag en het Spaanse Valencia onder de lat. Nu is ze werkzaam bij de politie-eenheid Zeeland - West-Brabant.

## Carrière
Op het moment dat zij haar voetbalcarrière wilde afsluiten om bij Defensie te gaan werken, belde haar zaakwaarnemer midden in de nacht op of ze interesse had om naar Spanje te gaan om bij Valencia te keepen. Dat aanbod nam ze meteen aan. In januari 2020 liet ze haar contract ontbinden nadat ze zich al een tijd niet gelukkig voelde.

### Carrièrestatistieken
| Seizoen                      | Club            | Land            | Competitie          | Competitie | Competitie | Beker | Beker | Internationaal | Internationaal | Overig | Overig | Totaal | Totaal |
| Seizoen                      | Club            | Land            | Competitie          | Wed.       | Dlp.       | Wed.  | Dlp.  | Wed.           | Dlp.           | Wed.   | Dlp.   | Wed.   | Dlp.   |
| ---------------------------- | --------------- | --------------- | ------------------- | ---------- | ---------- | ----- | ----- | -------------- | -------------- | ------ | ------ | ------ | ------ |
| 2011/12                      | ADO Den Haag    | Nederland       | Eredivisie          | 1          | 0          | 0     | 0     | –              | –              | 0      | 0      | 1      | 0      |
| 2012/13                      | ADO Den Haag    | Nederland       | BeNe League Orange  | 1          | 0          | 0     | 0     | 0              | 0              | 0      | 0      | 1      | 0      |
| 2013/14                      | ADO Den Haag    | Nederland       | Women's BeNe League | 2          | 0          | 0     | 0     | –              | –              | 0      | 0      | 2      | 0      |
| 2014/15                      | ADO Den Haag    | Nederland       | Women's BeNe League | 22         | 0          | 0     | 0     | –              | –              | 0      | 0      | 22     | 0      |
| 2015/16                      | ADO Den Haag    | Nederland       | Eredivisie          | 22         | 0          | 1     | 0     | –              | –              | 0      | 0      | 23     | 0      |
| 2016/17                      | ADO Den Haag    | Nederland       | Eredivisie          | 26         | 0          | 0     | 0     | –              | –              | 0      | 0      | 26     | 0      |
| 2017/18                      | Valencia CF     | Spanje          | Primera División    | 28         | 0          | 2     | 0     | –              | –              | 0      | 0      | 30     | 0      |
| 2018/19                      | Valencia CF     | Spanje          | Primera División    | 30         | 0          | 1     | 0     | –              | –              | 0      | 0      | 31     | 0      |
| 2018/19                      | Valencia CF     | Spanje          | Primera División    | 10         | 0          | 0     | 0     | –              | –              | 0      | 0      | 10     | 0      |
| Carrière totaal              | Carrière totaal | Carrière totaal | Carrière totaal     | 142        | 0          | 4     | 0     | 0              | 0              | 0      | 0      | 146    | 0      |
| Bijgewerkt op 3 januari 2020 |                 |                 |                     |            |            |       |       |                |                |        |        |        |        |

## Interlandcarrière

### Nederland
Jennifer Vreugdenhil was ook keeper bij het Nederlands vrouwenvoetbalelftal. Ze maakte haar debuut op 2 maart 2018 in een wedstrijd tegen Denemarken die door Oranje met 3–2 werd gewonnen.
| Interlands van Jennifer Vreugdenhil voor Nederland | Interlands van Jennifer Vreugdenhil voor Nederland | Interlands van Jennifer Vreugdenhil voor Nederland | Interlands van Jennifer Vreugdenhil voor Nederland | Interlands van Jennifer Vreugdenhil voor Nederland | Interlands van Jennifer Vreugdenhil voor Nederland |
| №                                                  | Datum                                              | Wedstrijd                                          | Uitslag                                            | Soort Wedstrijd                                    | Doelpunten                                         |
| Als speler bij Valencia CF                         | Als speler bij Valencia CF                         | Als speler bij Valencia CF                         | Als speler bij Valencia CF                         | Als speler bij Valencia CF                         | Als speler bij Valencia CF                         |
| -------------------------------------------------- | -------------------------------------------------- | -------------------------------------------------- | -------------------------------------------------- | -------------------------------------------------- | -------------------------------------------------- |
| 1.                                                 | 2 maart 2018                                       | Denemarken – Nederland                             | 2 – 3                                              | Vriendschappelijk                                  | 0                                                  |

### Nederland onder 23
Op 28 mei 2019 debuteerde Vreugdenhil voor Nederland –23 in een oefenwedstrijd tegen Zweden –23 (1 – 0).
| Interlands van Jennifer Vreugdenhil | Interlands van Jennifer Vreugdenhil | Interlands van Jennifer Vreugdenhil | Interlands van Jennifer Vreugdenhil | Interlands van Jennifer Vreugdenhil | Interlands van Jennifer Vreugdenhil |
| №                                   | Datum                               | Wedstrijd                           | Uitslag                             | Soort Wedstrijd                     | Doelpunten                          |
| Als speelster bij Valencia CF       | Als speelster bij Valencia CF       | Als speelster bij Valencia CF       | Als speelster bij Valencia CF       | Als speelster bij Valencia CF       | Als speelster bij Valencia CF       |
| ----------------------------------- | ----------------------------------- | ----------------------------------- | ----------------------------------- | ----------------------------------- | ----------------------------------- |
| 1.                                  | 28 mei 2019                         | Nederland – Zweden                  | 1 – 0                               | Vriendschappelijk                   | 0                                   |
| 2.                                  | 1 juni 2019                         | Engeland – Nederland                | 4 – 1                               | Vriendschappelijk                   | 0                                   |
| 3.                                  | 3 oktober 2019                      | Zweden – Nederland                  | 2 – 2                               | Vriendschappelijk                   | 0                                   |

### Nederland onder 19
Op 28 mei 2019 debuteerde Vreugdenhil voor Nederland –19 in een oefenwedstrijd tegen Zweden –19 (1 – 0).
| Interlands van Jennifer Vreugdenhil | Interlands van Jennifer Vreugdenhil | Interlands van Jennifer Vreugdenhil | Interlands van Jennifer Vreugdenhil | Interlands van Jennifer Vreugdenhil | Interlands van Jennifer Vreugdenhil |
| №                                   | Datum                               | Wedstrijd                           | Uitslag                             | Soort Wedstrijd                     | Doelpunten                          |
| Als speelster bij ADO Den Haag      | Als speelster bij ADO Den Haag      | Als speelster bij ADO Den Haag      | Als speelster bij ADO Den Haag      | Als speelster bij ADO Den Haag      | Als speelster bij ADO Den Haag      |
| ----------------------------------- | ----------------------------------- | ----------------------------------- | ----------------------------------- | ----------------------------------- | ----------------------------------- |
| 1.                                  | 20 oktober 2012                     | Nederland – Roemenië                | 4 – 1                               | Kwalificatie EK 2013 –19            | 0                                   |
| 2.                                  | 25 oktober 2012                     | Zwitserland – Nederland             | 5 – 2                               | Kwalificatie EK 2013 –19            | 0                                   |
| 3.                                  | 22 november 2012                    | Nederland – Frankrijk               | 3 – 1                               | Vriendschappelijk                   | 0                                   |
| 4.                                  | 8 maart 2013                        | Frankrijk – Nederland               | 2 – 0                               | Vriendschappelijk                   | 0                                   |
| 5.                                  | 10 maart 2013                       | Nederland – Engeland                | 1 – 0                               | Vriendschappelijk                   | 0                                   |
| 6.                                  | 4 april 2013                        | Zweden – Nederland                  | 1 – 0                               | Kwalificatie EK 2013 –19            | 0                                   |
| 7.                                  | 6 april 2013                        | Ierland – Nederland                 | 2 – 1                               | Kwalificatie EK 2013 –19            | 0                                   |
| 8.                                  | 9 april 2013                        | Nederland – Italië                  | 2 – 0                               | Kwalificatie EK 2013 –19            | 0                                   |
| 9.                                  | 9 februari 2014                     | België – Nederland                  | 0 – 3                               | Vriendschappelijk                   | 0                                   |
| 10.                                 | 8 maart 2014                        | Schotland – Nederland               | 2 – 2                               | Vriendschappelijk                   | 0                                   |
| 11.                                 | 12 maart 2014                       | Noorwegen – Nederland               | 1 – 2                               | Vriendschappelijk                   | 0                                   |
| 12.                                 | 5 april 2014                        | Nederland – Turkije                 | 2 – 0                               | Kwalificatie EK 2014 –19            | 0                                   |
| 13.                                 | 7 april 2014                        | Ierland – Nederland                 | 0 – 0                               | Kwalificatie EK 2014 –19            | 0                                   |
| 14.                                 | 10 april 2014                       | Nederland – Oostenrijk              | 4 – 1                               | Kwalificatie EK 2014 –19            | 0                                   |
| 15.                                 | 15 juli 2014                        | Noorwegen – Nederland               | 0 – 0                               | EK 2014 –19                         | 0                                   |
| 16.                                 | 18 juli 2014                        | Nederland – Schotland               | 3 – 2                               | EK 2014 –19                         | 0                                   |
| 17.                                 | 21 juli 2014                        | Nederland – België -19              | 1 – 0                               | EK 2014 –19                         | 0                                   |
| 18.                                 | 24 juli 2014                        | Ierland – Nederland                 | 0 – 4                               | EK 2014 –19                         | 0                                   |
| 19.                                 | 27 juli 2014                        | Spanje – Nederland                  | 0 – 1                               | EK 2014 –19                         | 0                                   |

### Nederland onder 17
Op 15 september 2010 debuteerde Vreugdenhil voor Nederland –17 in een oefenwedstrijd tegen Frankrijk –17 (0 – 1).
| Interlands van Jennifer Vreugdenhil | Interlands van Jennifer Vreugdenhil | Interlands van Jennifer Vreugdenhil | Interlands van Jennifer Vreugdenhil | Interlands van Jennifer Vreugdenhil | Interlands van Jennifer Vreugdenhil |
| №                                   | Datum                               | Wedstrijd                           | Uitslag                             | Soort Wedstrijd                     | Doelpunten                          |
| Als speelster bij SC 't Zand        | Als speelster bij SC 't Zand        | Als speelster bij SC 't Zand        | Als speelster bij SC 't Zand        | Als speelster bij SC 't Zand        | Als speelster bij SC 't Zand        |
| ----------------------------------- | ----------------------------------- | ----------------------------------- | ----------------------------------- | ----------------------------------- | ----------------------------------- |
| 1.                                  | 15 september 2010                   | Nederland – Frankrijk               | 0 – 1                               | Vriendschappelijk                   | 0                                   |
| 2.                                  | 5 oktober 2010                      | Georgië – Nederland                 | 0 – 14                              | Kwalificatie EK 2011 –17            | 0                                   |
| 3.                                  | 8 oktober 2010                      | Nederland – Spanje                  | 0 – 1                               | Kwalificatie EK 2011 –17            | 0                                   |
| 4.                                  | 25 februari 2011                    | Italië – Nederland                  | 2 – 1                               | Vriendschappelijk                   | 0                                   |
| 5.                                  | 27 februari 2011                    | Italië – Nederland                  | 0 – 1                               | Vriendschappelijk                   | 0                                   |
| Als speelster bij ADO Den Haag      |                                     |                                     |                                     |                                     |                                     |
| 6.                                  | 12 maart 2012                       | Nederland – Noorwegen               | 2 – 1                               | Vriendschappelijk                   | 0                                   |
| 7.                                  | 26 april 2012                       | Nederland – Denemarken              | 1 – 2                               | Kwalificatie EK 2012 –17            | 0                                   |
| 8.                                  | 28 april 2012                       | Nederland – Finland                 | 1 – 2                               | Kwalificatie EK 2012 –17            | 0                                   |

### Nederland onder 15
Op 15 maart 2010 debuteerde Vreugdenhil voor Nederland –15 in een oefenwedstrijd tegen Engels –15 (3 – 3).
| Interlands van Jennifer Vreugdenhil | Interlands van Jennifer Vreugdenhil | Interlands van Jennifer Vreugdenhil | Interlands van Jennifer Vreugdenhil | Interlands van Jennifer Vreugdenhil | Interlands van Jennifer Vreugdenhil |
| №                                   | Datum                               | Wedstrijd                           | Uitslag                             | Soort Wedstrijd                     | Doelpunten                          |
| Als speelster bij SC 't Zand        | Als speelster bij SC 't Zand        | Als speelster bij SC 't Zand        | Als speelster bij SC 't Zand        | Als speelster bij SC 't Zand        | Als speelster bij SC 't Zand        |
| ----------------------------------- | ----------------------------------- | ----------------------------------- | ----------------------------------- | ----------------------------------- | ----------------------------------- |
| 1.                                  | 15 maart 2010                       | Nederland – Engeland                | 3 – 3                               | Vriendschappelijk                   | 0                                   |
| 2.                                  | 7 april 2010                        | Nederland – Duitsland               | 0 – 1                               | Vriendschappelijk                   | 0                                   |
| 3.                                  | 5 juni 2010                         | Nederland – België                  | 1 – 0                               | Vriendschappelijk                   | 0                                   |

## Erelijst

### MetADO Den Haag
| Nationaal          |    |                           |
| Landskampioen      | 1x | 2011/12                   |
| Winnaar KNVB beker | 3x | 2011/12, 2012/13, 2015/16 |

### MetNederland –19
| Competitie            | Aantal | Jaren |
| --------------------- | ------ | ----- |
| Europees kampioen –19 | 1x     | 2014  |